# Rosas (Colombia)
Rosas è un comune della Colombia facente parte del dipartimento di Cauca.
Il centro abitato venne fondato da Juan Noguera nel 1844.